# Notoglyptus tzeltales
Notoglyptus tzeltales är en stekelart som beskrevs av Heydon 1988. Notoglyptus tzeltales ingår i släktet Notoglyptus och familjen puppglanssteklar.
Artens utbredningsområde är:
- Costa Rica.
- Guatemala.
- Venezuela.

Inga underarter finns listade i Catalogue of Life.